# G4 Educação
O G4 Educação é uma empresa brasileira no segmento de edtech fundada em 2019 por Ícaro Krautchuk, Alfredo Soares, Bruno Nardon.
A empresa atua na capacitação de empreendedores e gestores de pequenas e médias empresas, oferecendo programas de educação executiva com foco em crescimento exponencial, gestão eficiente e inovação. Seu modelo combina imersões presenciais, cursos online e soluções baseadas em tecnologia, incluindo uma plataforma SaaS com recursos de inteligência artificial.

## História
O G4 Educação surgiu da união de empreendedores com experiência no ecossistema de startups. Em 2019, os empreendedores Tallis Gomes (fundador da Easy Taxi e Singu), Alfredo Soares (fundador da Xtech e sócio da VTEX), Bruno Nardon (cofundador da Rappi Brasil e Kanui), e Tony Celestino (diretor da Techstars) uniram suas experiências no ecossistema de startups para criar o G4 Educação. A proposta inicial era oferecer imersões presenciais para empreendedores, combinando conteúdo teórico e prático. Com o tempo, a instituição expandiu seu portfólio para incluir cursos online e programas personalizados para empresas.

## Modelo de negócio
O G4 Educação opera como um ecossistema de negócios que utiliza a educação como canal para preparar empresas brasileiras para o crescimento. Essa preparação inclui educação presencial e online, abordando todos os elementos que compõem um negócio, como vendas, marketing, gestão e processos. Além disso, a empresa desenvolveu uma plataforma SaaS de treinamentos com inteligência artificial, permitindo que empresas escalem seus programas de capacitação de forma eficiente.

## Crescimento e resultados
Desde sua fundação, o G4 Educação tem apresentado crescimento significativo. Em 2023, a empresa alcançou R$ 200 milhões em receita, representando um aumento de 51% em relação ao ano anterior. O lucro operacional também cresceu, atingindo R$ 43 milhões, um aumento de 115% em comparação com o ano anterior. Em 2024, o faturamento chegou a R$ 315 milhões, refletindo um crescimento de mais de 50% em relação a 2023.

## Impacto social
A empresa alcançou a marca de 100 mil empregos criados por seus alunos em abril de 2022 Em agosto de 2023, o G4 estipulou como meta gerar 1 milhão de empregos por meio de seus mentorados até 2030.

## Liderança
Em setembro de 2024, Tallis, que ocupava a posição de CEO, se afastou do cargo, mas se manteve como presidente da empresa. A mudança ocorreu após declarações controversas de Gomes em suas redes sociais, levando à sua renúncia e à nomeação de Maria Isabel Antonini, então sócia e CFO, como nova CEO.

## Produtos e serviços
O portfólio do G4 Educação inclui:
- Imersões presenciais: programas intensivos focados em temas como vendas, marketing e gestão estratégica;
- Cursos online: Formação G4, G4 Growth, G4 Sales, entre outros, disponíveis na plataforma digital da empresa;
- Soluções corporativas: programas personalizados para empresas, adaptados às necessidades específicas de cada organização;
- G4 Capital: iniciativa de private equity lançada em 2024 para investir em empresas de médio porte com alto potencial de crescimento.[15]